# Austrolimnophila arborea
Austrolimnophila arborea là một loài ruồi trong họ Limoniidae. Chúng phân bố ở miền Cổ bắc.